# آندرئا بروسکی
آندرئا بروسکی (ایتالیایی: Andrea Bruschi؛ زادهٔ ۱ مهٔ ۱۹۶۸) بازیگر، فیلم‌نامه‌نویس و موسیقی‌دان اهل ایتالیا است.
از فیلم‌هایی که وی در آن نقش داشته‌است، می‌توان به داستان تولد اشاره کرد.